# ويليام بروس بيتزر
ويليام بروس بيتزر (بالإنجليزية: William Bruce Pitzer)‏ (و. 1917 – 1966 م) هو ضابط
توفي عن عمر يناهز 49 عاماً.

## الخدمة العسكرية
خدم في بحرية الولايات المتحدة.